# Fotoiniciador

Estructura molecular AIBN

Los fotoiniciadores son compuestos arílicos aromáticos no saturados mucho más sensibles a la energía radiante que los monómeros y oligómeros.
En comparación con los monómeros y oligómeros, los fotoiniciadores representan un pequeño porcentaje de un revestimiento, tinta o adhesivo.
Las moléculas del fotoiniciador se descomponen al recibir energía radiante, la absorción de ésta se logra mayoritariamente por el fotoiniciador.
Formarán radicales libres o cationes como fragmentos. Por lo tanto, los fotoiniciadores cumplen una función crítica en iniciar la polimerización por radicales libres o catiónica en los materiales.
- Datos: Q7187820